# Edmonton Skyhawks
Gli Edomonton Skyhawks sono stati una franchigia di pallacanestro della World Basketball League e della NBL, con sede ad Edmonton, nell'Alberta, attivi tra il 1992 e il 1994.
Nacquero come Hamilton Skyhawks a Hamilton nella WBL. Dopo il fallimento della lega, aderirono alla NBL nel 1993. Prima dei play-off del 1993 si trasferirono a Edmonton. Scomparvero dopo il fallimento della lega nel 1994.

## Stagioni
| Stagione | Lega | Denominazione              | V  | P  | %    | Piazzamento | Play-off   |
| -------- | ---- | -------------------------- | -- | -- | ---- | ----------- | ---------- |
| 1992     | WBL  | Hamilton Skyhawks          | 17 | 17 | 50,0 | 5º          | -          |
| 1993     | NBL  | Hamilton/Edmonton Skyhawks | 24 | 22 | 52,2 | 4º          | Semifinale |
| 1994     | NBL  | Edmonton Skyhawks          | 10 | 14 | 41,7 | 5º          | -          |